# 1969 في الصومال
فيما يلي قوائم الأحداث التي وقعت خلال عام 1969 في الصومال.

## سياسة

### تعيين في المنصب
- 21 أكتوبر – محمد سياد بري رئيس الصومال.[1][2]

## مواليد

### يناير
- 1 يناير – فرتون آدم رائدة أعمال صومالية.

### نوفمبر
- 13 نوفمبر – أيان حرسي علي

## وفيات

### أكتوبر
- 15 أكتوبر – عبد الرشيد علي شارماركي (مواليد 1919) سياسي صومالي.